# Penélope Cruz
Penélope Cruz Sánchez (Alcobendas, 28 de abril de 1974) é uma atriz, modelo, produtora, estilista e filantropa espanhola. a primeira intérprete feminina do país a levar o Óscar, sendo na categoria de  Melhor Atriz Coadjuvante por Vicky Cristina Barcelona. Prolífica em filmes em espanhol e inglês, ela recebeu vários prêmios, incluindo um Oscar, um BAFTA e um Grammy Latino, além de indicações para um Primetime Emmy Award e quatro Golden Globe Awards.
Cruz fez sua estreia como atriz na televisão aos 16 anos, e sua estreia no cinema no ano seguinte em Jamón, jamón (1992). Seus papéis subsequentes incluíram Belle Époque (1992), Open Your Eyes (1997), Don Juan (1998), The Hi-Lo Country (1999), The Girl of Your Dreams (2000) e Woman on Top (2000). Ela é conhecida por suas colaborações frequentes com o diretor espanhol Pedro Almodóvar em Live Flesh (1997), All About My Mother (1999), Volver (2006), Broken Embraces (2009), I'm So Excited! (2013), Pain and Glory (2019) e Parallel Mothers (2021).
Por seu papel no drama romântico de Woody Allen, Vicky Cristina Barcelona (2008), Cruz ganhou o Oscar de Melhor Atriz Coadjuvante. Seus outros papéis indicados ao Oscar foram em Volver (2006), Nine (2009) e Parallel Mothers (2021). Outros filmes notáveis incluem Vanilla Sky (2001), Blow (2001), Piratas do Caribe: Navegando em Águas Misteriosas (2011), The Counselor (2013), Assassinato no Expresso do Oriente (2017), Todos lo saben (2018), Official Competition (2022), L'immensità (2022) e Ferrari (2023). Por seu papel como Donatella Versace na minissérie The Assassination of Gianni Versace: American Crime Story (2018), ela recebeu uma indicação ao Primetime Emmy Award.
Desde 2010, Cruz é casada com o ator espanhol Javier Bardem. Ela fez trabalhos de modelo para Mango, Ralph Lauren e L'Oréal, junto com sua irmã mais nova Mónica Cruz, desenhou roupas para a Mango. Ela é embaixadora da Chanel desde 2018. Ela foi voluntária em Uganda e na Índia, onde passou uma semana trabalhando com Madre Teresa ; ela doou seu salário do The Hi-Lo Country para ajudar a financiar a missão da falecida freira. Ela é a única atriz espanhola a ganhar um Oscar e a receber uma estrela na Calçada da Fama de Hollywood.

## Biografia
Cruz nasceu em 28 de abril de 1974 na cidade de Alcobendas, província de Madri, Espanha, filha de Encarna Sánchez, uma cabeleireira e gerente pessoal andaluza, e Eduardo Cruz, um varejista e mecânico de automóveis de Estremadura. Ela tem dois irmãos, Mónica , também atriz, e Eduardo, um cantor. Ela também tem uma meia-irmã paterna, Salma. Ela foi criada como católica romana. Cruz cresceu em Alcobendas e passava longas horas no apartamento de sua avó. Ela disse que teve uma infância feliz. Cruz se lembra de "brincar com alguns amigos e estar ciente de que estava atuando enquanto brincava com eles. Eu pensava em um personagem e fingia ser outra pessoa."
Inicialmente, Cruz se concentrou na dança: estudou balé clássico por nove anos, no Conservatório Nacional da Espanha. Ela fez três anos de treinamento em balé espanhol e quatro anos de teatro na escola de Cristina Rota. Ela disse que o balé incutiu disciplina que se mostrou importante em sua carreira de atriz. Quando ela se tornou cinéfila aos dez ou onze anos, seu pai comprou uma máquina Betamax, que era então bastante rara em sua vizinhança.
Quando adolescente, Cruz se interessou por atuar depois de assistir ao filme Tie Me Up! Tie Me Down! (1990) do diretor espanhol Pedro Almodóvar. Ela fez testes de elenco para um agente, mas foi rejeitada várias vezes porque o agente sentiu que ela era muito jovem. Cruz comentou sobre a experiência: "Eu era muito extrovertida quando criança... Eu estudava quando estava no ensino médio à noite, fazia balé e fazia testes de elenco. Procurei um agente e ela me mandou embora três vezes porque eu era uma garotinha, mas continuei voltando. Ainda estou com ela depois de todos esses anos."  Em 1989, aos quinze anos, Cruz ganhou uma audição em uma agência de talentos na qual mais de 300 outras garotas se inscreveram. Em 1999, Katrina Bayonas , agente de Cruz, comentou: "Ela estava absolutamente mágica [na audição]. Era óbvio que havia algo... impressionante sobre essa garota... Ela era... verde, mas havia uma presença. Havia algo vindo de dentro." Seu pai, Eduardo, morreu em sua casa na Espanha em 2015, aos sessenta e dois anos, de ataque cardíaco.

## Carreira
Em 1990 e 1991, comandou um programa de auditório na Espanha chamado La Quinta Marcha, que visava o público jovem, o que a tornou nacionalmente conhecida aos 16 anos. Em 1992, estreou nos cinemas, fazendo Jamón, jamón, filme aclamado pela crítica de seu país em que Cruz aparecia seminua, o que gerou ainda mais atenção à jovem, que desde então já era considerada uma sex symbol. De 1992 a 1996, fez papéis pequenos em filmes espanhóis e italianos.
De 1997 a 2000, participou de filmes que lhe deram sucesso entre os críticos e começaram a torná-la conhecida internacionalmente. As aparições em Abre los ojos, Carne trémula e La niña de tus ojos, lhe renderam boas resenhas, o que lhe abriu caminho para papéis maiores.
Em 2001, estrelou os sucessos comerciais Blow e Vanilla Sky (refilmagem de Abre los Ojos), ao lado de Johnny Depp e Tom Cruise, respectivamente. Nos anos seguintes, fez papéis não tão grandes, mas que a fixaram nos Estados Unidos.
O sucesso veio em 2006, quando fez Volver, filme de Pedro Almodóvar, no qual interpretou Raimunda, personagem que lhe rendeu amplas indicações a prêmios e aprovação entre os críticos. Em 2008, ao co-estrelar Vicky Cristina Barcelona, de Woody Allen, recebeu o Oscar de melhor atriz coadjuvante, se tornando a primeira atriz espanhola na história a tê-lo feito, além de diversas outras premiações e indicações. Com Nine, mais múltiplas indicações e sucesso crítico.

### 1989–1997: Primeiros trabalhos
Em 1989, Cruz, de 15 anos, fez sua estreia como atriz em um videoclipe para a música "La Fuerza del Destino" do grupo pop espanhol Mecano. Entre 1990 e 1991, ela apresentou o talk show La Quinta Marcha do canal de TV espanhol Telecinco, um programa apresentado por adolescentes, voltado para o público adolescente. Ela também atuou no episódio " Elle et lui " de uma série de TV erótica francesa chamada Série rose em 1991, onde apareceu nua. Em 1991, Cruz fez sua estreia no cinema como a protagonista feminina no filme de comédia dramática Jamón, jamón. No filme, ela interpretou Silvia, uma jovem que está esperando seu primeiro filho com um homem cuja mãe não aprova o relacionamento e tenta sabotá-lo pagando o personagem de Javier Bardem para seduzi-la. A revista People observou que depois que Cruz apareceu de topless no filme, ela se tornou "um grande símbolo sexual". Jamón, jamón recebeu críticas favoráveis, por sua atuação, Cruz foi indicada ao Prêmio de Revelação do Sindicato dos Atores Espanhóis e ao Prêmio Goya de Melhor Atriz. No mesmo ano, ela apareceu no vencedor do Oscar Belle Époque como a virginal Luz. Pessoas A revista observou que o papel de Cruz como Luz mostrou que ela era versátil.
De 1993 a 1996, Cruz apareceu em dez filmes espanhóis e italianos. Aos 20 anos, ela foi morar em Nova York por dois anos na Christopher and Greenwich para estudar balé e inglês entre os filmes.  Ela se lembra de aprender inglês "meio tarde", sabendo anteriormente apenas o diálogo que havia aprendido para o elenco e as frases "How are you?" e "Thank you".
Em 1997, Cruz apareceu no filme de comédia espanhol Love Can Seriously Damage Your Health. Ela interpreta Diana, uma fã do membro da banda The Beatles, John Lennon. No mesmo ano, ela apareceu na cena de abertura de Live Flesh de Pedro Almodóvar como uma prostituta que dá à luz em um ônibus e em Et hjørne af paradis (A Corner of Paradise) como Doña Helena. A última aparição de Cruz em 1997 foi no drama de ficção científica espanhol dirigido por Amenabar, Open Your Eyes. Ela interpreta Sofia, o interesse amoroso do personagem principal de Eduardo Noriega. Open Your Eyes recebeu críticas positivas, e foi posteriormente refeito pelo diretor americano Cameron Crowe como "Vanilla Sky" (que escalou Cruz para o mesmo papel e Tom Cruise para o papel de Noriega), mas esta versão não foi um sucesso comercial.

### 1998–2000: primeiros papéis no cinema americano
Em 1998, Cruz apareceu em seu primeiro filme americano como a namorada mexicana de Billy Crudup no filme de faroeste de Stephen Frears, The Hi-Lo Country. Cruz afirmou que teve dificuldades em entender as pessoas falando inglês enquanto estava filmando The Hi-Lo Country. O filme não teve sucesso comercial e de crítica. Por sua atuação no filme, ela foi indicada ao prêmio ALMA de Melhor Atriz.
Também em 1998, Cruz apareceu em Don Juan e no drama de época espanhol The Girl of Your Dreams. Em The Girl of Your Dreams (La niña de tus ojos), Cruz interpretou Macarena Granada, uma cantora que está em um relacionamento intermitente com o personagem Blas de Antonio Resines. Eles fazem parte de uma trupe de cinema franquista que viaja da Espanha durante a Guerra Civil Espanhola para a Alemanha nazista para uma produção conjunta com a UFA. A atuação de Cruz no filme foi elogiada pelos críticos de cinema.  Por sua atuação, Cruz recebeu um Prémios Goya e um Prêmio do Sindicato dos Atores Espanhóis, e foi indicada ao Prêmio Europeu de Cinema. Em 1999, Cruz trabalhou com Almodóvar novamente em Tudo sobre Minha Mãe, interpretando a irmã María Rosa Sanz, uma freira grávida com AIDS. O filme recebeu críticas favoráveis, e foi um sucesso comercial, arrecadando mais de US$ 67 milhões em todo o mundo, embora tenha tido um desempenho melhor nas bilheterias internacionalmente do que no mercado interno.
Em 2000, ela apareceu em Woman on Top no papel feminino principal como Isabelle, uma chef de classe mundial que sofria de enjoo desde o nascimento, seu primeiro papel principal americano. Também em 2000, ela interpretou Alejandra Villarreal, que é o interesse amoroso de Matt Damon na adaptação cinematográfica de Billy Bob Thornton do romance best-seller de faroeste All the Pretty Horses.

### 2001–2005: Avanço

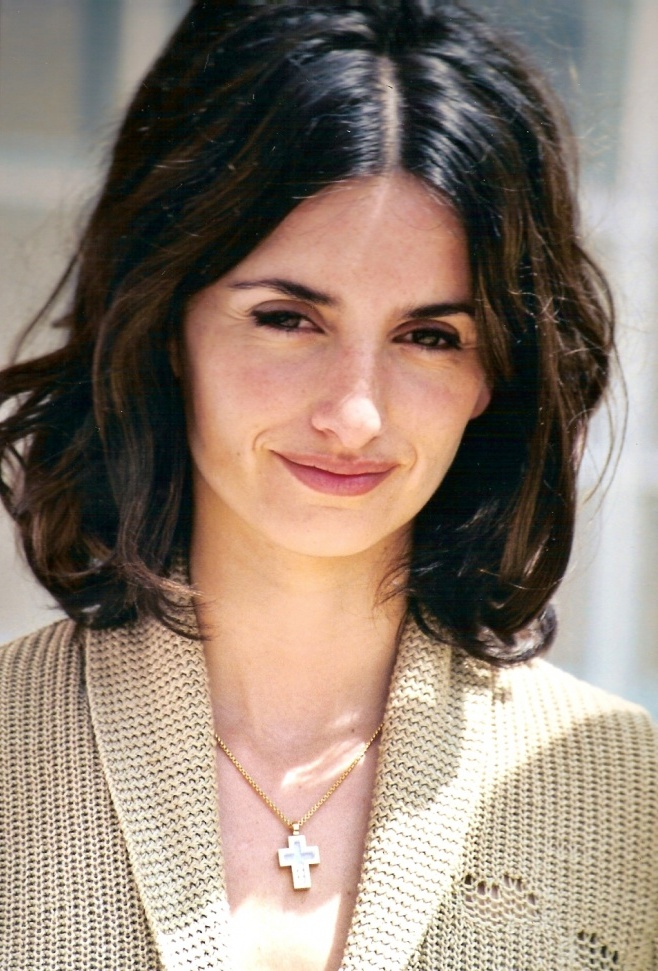
Cruz em Cannes em 2003.

2001 marcou um ano decisivo quando Cruz estrelou os longas-metragens Vanilla Sky e Blow.  Em Vanilla Sky, a interpretação de Cameron Crowe de Open Your Eyes, ela interpretou Sofia Serrano, o interesse amoroso do personagem de Tom Cruise. O filme recebeu críticas mistas, mas arrecadou US$ 200 milhões em todo o mundo. Sua atuação foi bem recebida pelos críticos. Seu próximo filme foi Blow, adaptado do livro de Bruce Porter de 1993, Blow: How a Small Town Boy Made $100 million with the Medellín Cocaine Cartel e Lost It All. Ela teve um papel coadjuvante como Mirtha Jung, a esposa do personagem de Johnny Depp. O filme recebeu críticas mistas, mas arrecadou US$ 80 milhões em todo o mundo.
Em 2001, ela também apareceu em Don't Tempt Me, interpretando Carmen Ramos. O filme recebeu críticas negativas. O último filme de Cruz em 2001 foi Captain Corelli's Mandolin, adaptação cinematográfica do romance de mesmo nome. Ela interpretou Pelagia, que se apaixona por outro homem enquanto seu noivo está em batalha durante a Segunda Guerra Mundial. Captain Corelli's Mandolin não foi bem recebido pelos críticos, mas arrecadou US$ 62 milhões em todo o mundo. Em 2002, ela teve um papel secundário em Waking Up in Reno. Teve críticas negativas e foi um fracasso de bilheteria. No ano seguinte, Cruz teve um papel coadjuvante no filme de terror Gothika como Chloe Sava, ao lado de Halle Berrye Robert Downey Jr..
Em 2004, Cruz apareceu no filme de Natal Noel como Nina, a namorada do personagem de Paul Walker e como Mia no drama romântico dos anos 1930 Head in the Clouds. Em 2005, Cruz apareceu como Dra. Eva Rojas na aventura de ação Sahara. Ela ganhou US$ 1,6 milhão por seu papel coadjuvante. O filme arrecadou US$ 110 milhões em todo o mundo, mas não recuperou seu orçamento de US$ 160 milhões. Também em 2005, Cruz apareceu em Chromophobia , exibido no Festival de Cinema de Cannes de 2005 e lançado no ano seguinte.

### 2006–2009: Reconhecimento mundial

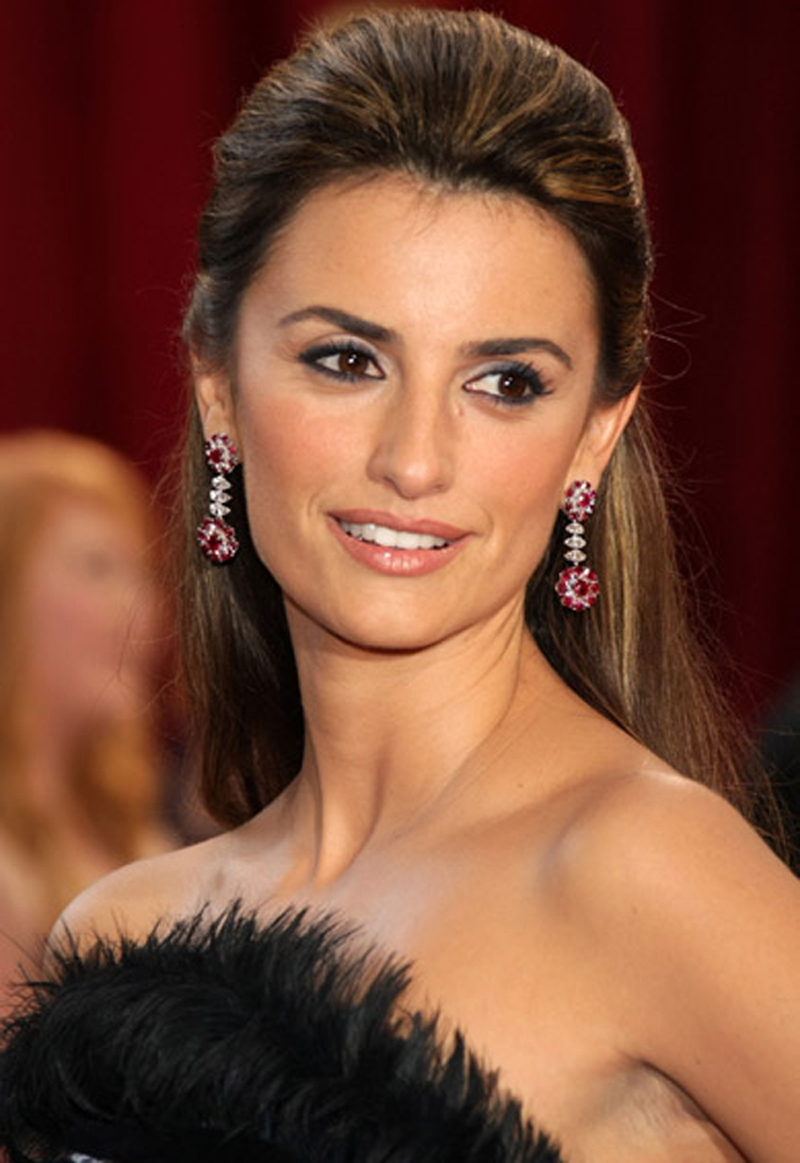
Cruz no Oscar em 2008.

Cruz apareceu ao lado de sua amiga de longa data, a estrela Salma Hayek no filme de comédia de faroeste de 2006 Bandidas, Também em 2006, Cruz recebeu críticas favoráveis por sua atuação como Raimunda, uma mulher da classe trabalhadora forçada a fazer grandes esforços para proteger sua filha de 14 anos, Paula, em Volver, de Pedro Almodóvar. Sua atuação foi aclamada, ela compartilhou o prêmio de Melhor Atriz no Festival de Cinema de Cannes de 2006 com cinco de seus colegas de elenco, além de receber um Prêmios Goya e um Prêmio de Cinema Europeu, e foi indicada ao Globo de Ouro, ao Screen Actors Guild Award, ao BAFTA e ao Oscar de Melhor Atriz em um papel principal. Com esta indicação, Cruz se tornou a primeira atriz espanhola a ser indicada ao Oscar.
Em 2007, Cruz apareceu no papel feminino principal em Manolete, um filme biográfico do toureiro Manuel Laureano Rodríguez Sánchez, interpretando Antoñita "Lupe" Sino. O filme foi criticado pela crítica. Ela também apareceu em The Good Night, interpretando duas personagens, Anna e Melody. Em 2008, Cruz estrelou ao lado de Ben Kingsley no filme Elegy de Isabel Coixet, que foi baseado na história de Philip Roth The Dying Animal, como o papel feminino principal, Consuela Castillo. No mesmo ano, Cruz apareceu em Vicky Cristina Barcelona de Woody Allen como María Elena, uma mulher mentalmente instável, que foi recebida com aclamação da crítica. Cruz recebeu um Prêmios Goya e seu primeiro Oscar e BAFTA de Melhor Atriz Coadjuvante, ela também recebeu uma indicação ao Globo de Ouro e ao SAG Awards, com sua vitória no Oscar, Cruz se tornou a primeira, e até agora única, atriz espanhola a receber um Oscar, bem como a sexta artista hispânica a receber o prêmio.

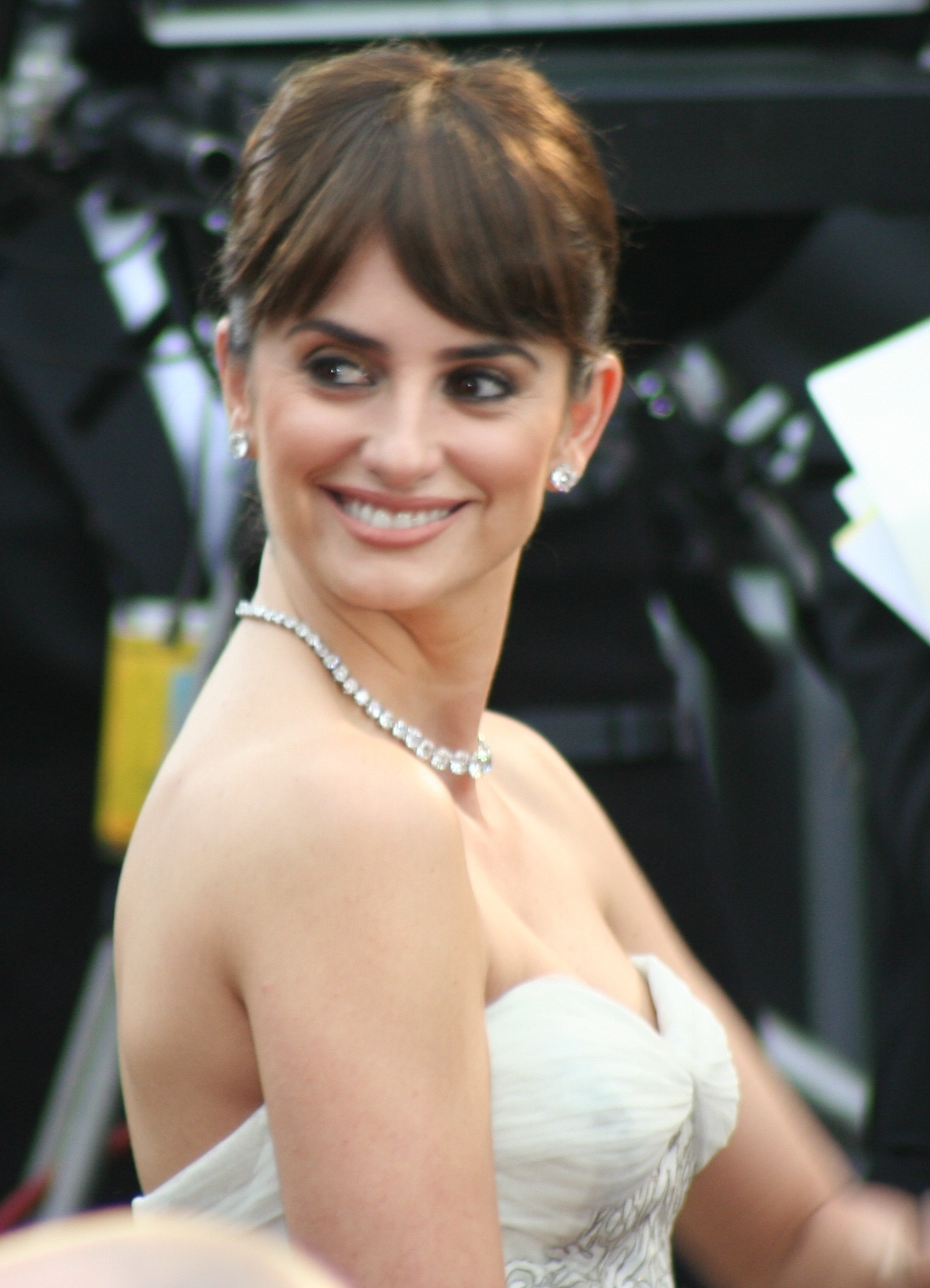
Cruz no Oscar em 2009, onde venceu na categoria de Melhor Atriz Coadjuvante.

O próximo filme de Cruz foi o infantil G-Force, dando voz a um espião porquinho-da-índia chamado Juarez. G-Force foi um sucesso comercial, arrecadando mais de US$ 290 milhões em todo o mundo. Também em 2009, ela apareceu no filme Broken Embraces como Lena. Cruz recebeu indicações ao Prêmios Satellite e Prémios do Cinema Europeu por sua atuação em Broken Embraces. O último filme de Cruz em 2009 foi a versão cinematográfica do musical Nine, interpretando a personagem Carla Albanese, a amante do personagem principal. A atuação de Cruz como Carla foi indicada para Melhor Atriz Coadjuvante no Oscar, Globo de Ouro e SAG Awards.

### 2010–2015: Atriz consagrada

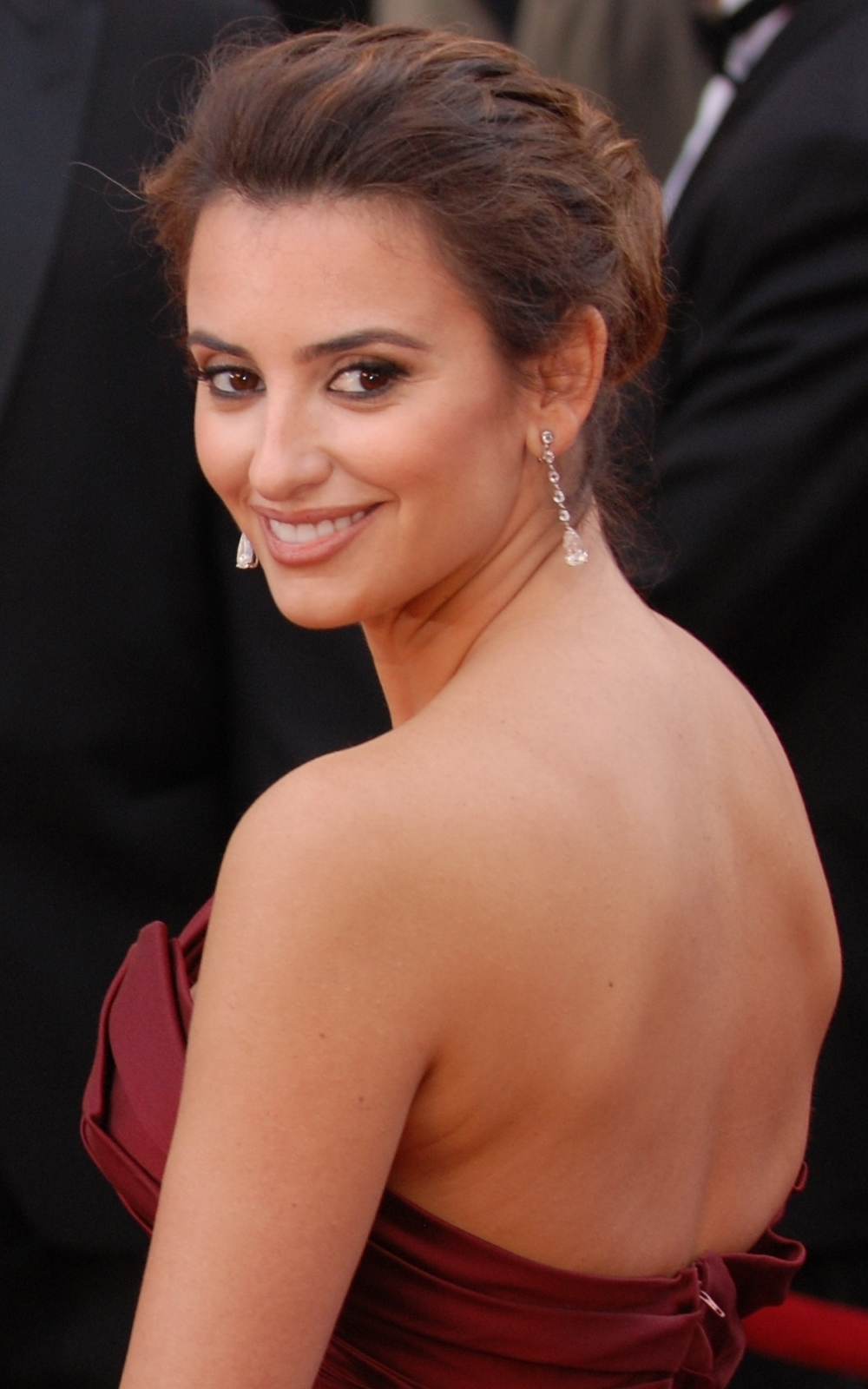
Cruz no Oscar em 2010,onde ela recebeu sua terceira nomeação.

O único filme de Cruz em 2010 foi Sex and the City 2, a sequência do filme de 2008 , no qual ela apareceu como uma banqueira em uma participação especial. Um sucesso comercial, o filme de comédia foi amplamente criticado pelos críticos.  Cruz apareceu em sua maior atuação em Hollywood até o momento em Piratas do Caribe: Navegando em Águas Misteriosas, de Rob Marshall, a quarta parcela da série de filmes, ao lado de Johnny Depp. No filme, Cruz interpretou Angélica , um antigo interesse amoroso de Jack Sparrow, que o culpa por sua corrupção. Cruz foi a única atriz considerada para o papel, pois ela se encaixava na descrição de Marshall. Ele a convidou para o papel enquanto eles encerravam a produção de Nine. esta sequencia de Piratas do Caribe está entre os filmes de maior bilheteria de todos os tempos, arrecadando mais de US$ 1,046 bilhão em receitas de bilheteria em todo o mundo. Em 1º de abril de 2011, antes do lançamento do filme, Cruz recebeu a 2.436ª estrela na Calçada da Fama de Hollywood em frente ao Teatro El Capitan. Ela se tornou a primeira atriz espanhola a receber uma estrela. 
Em 2012, Cruz apareceu no primeiro comercial da Nintendo para promover New Super Mario Bros.2 e o Nintendo 3DS XL, no qual ela desempenhou o papel de Mario no anúncio. Ela falou italiano novamente, desta vez no filme de comédia romântica de Woody Allen, Para Roma com Amor, no qual ela interpretou uma mulher esperta que concorda em fingir ser a esposa de um recém-casado. No mesmo ano, Cruz também se reuniu com o diretor italiano Sergio Castellitto em seu conto de guerra Twice Born sobre uma mulher italiana infértil que retorna para reviver seu passado em Sarajevo. Apesar de receber poucos elogios da crítica, a atuação de Cruz ao lado de Emile Hirsch recebeu críticas positivas.
Em 2013, Cruz apareceu em The Counselor, de Ridley Scott, com um elenco composto por Michael Fassbender, Cameron Diaz , Brad Pitt e o marido Javier Bardem, o filme recebeu críticas negativas dos críticos e se tornou um sucesso comercial moderado nas bilheterias internacionais. No mesmo ano, Cruz, junto com Antonio Banderas, fez uma aparição especial na comédia farsesca de Pedro Almodóvar, I'm So Excited, que marcou um retorno às comédias leves e exageradas do diretor das décadas de 1980 e 1990. O filme recebeu críticas mistas, mas arrecadou uma receita mundial de mais de US$ 11 milhões. Em 2015, Cruz coproduziu e estrelou o filme dramático espanhol Ma Ma , dirigido por Julio Medem, nele, ela interpreta Magda, uma mãe corajosa e professora desempregada, que é diagnosticada com câncer de mama, onde foi bem elogia pela critica. O melodrama foi exibido na seção Apresentações Especiais do Festival Internacional de Cinema de Toronto de 2015, onde recebeu críticas geralmente negativas por seu enredo choroso. No entanto, Cruz foi elogiada por sua "performance de ases", que lhe rendeu uma oitava indicação ao Goya na 30ª cerimônia de premiação.

### 2016 - presente

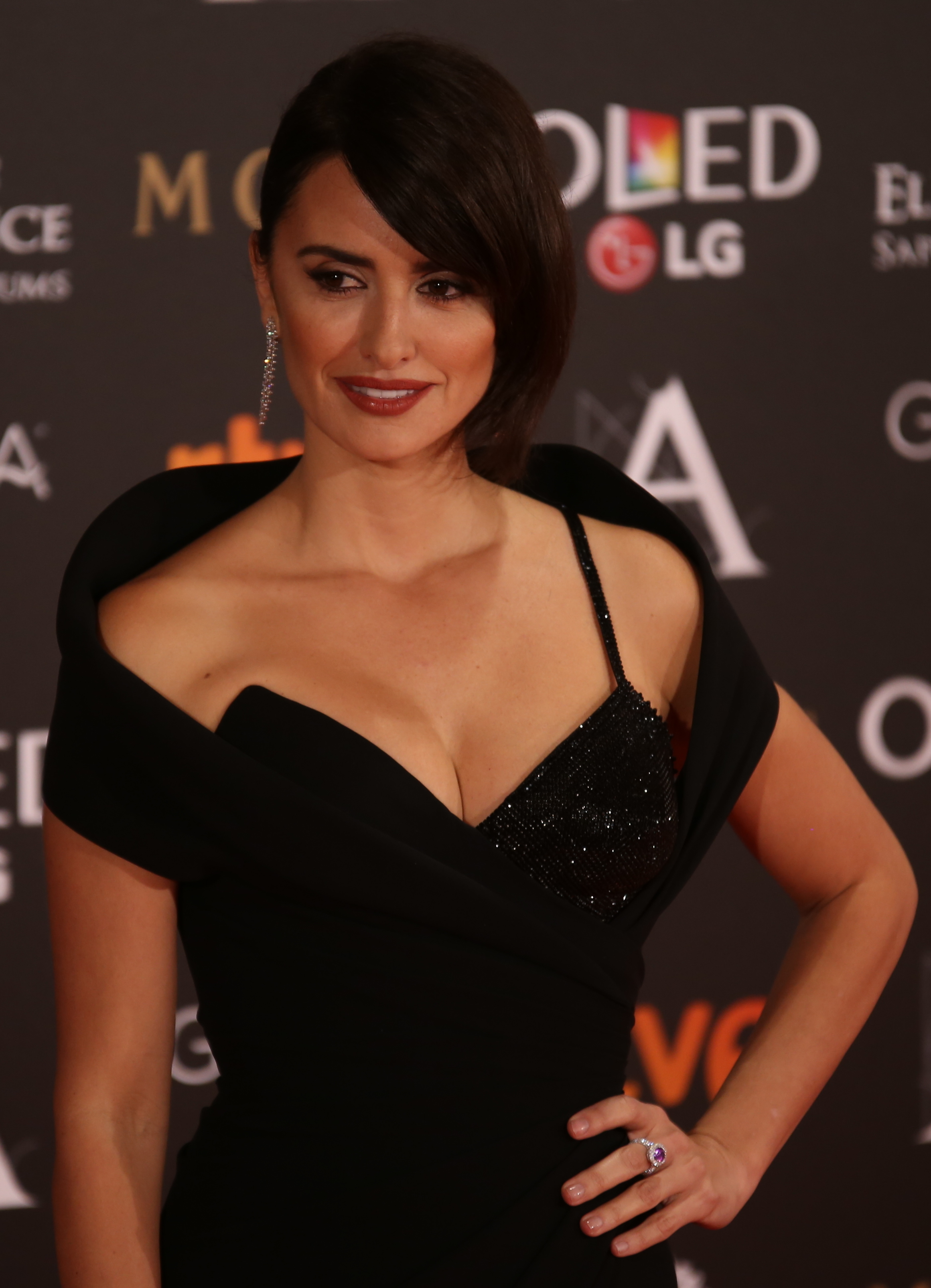
Cruz em 2017 nos Premios Goya.

O primeiro filme de Cruz em 2016 foi a comédia americana Zoolander 2, coestrelada e dirigida por Ben Stiller. Após seu lançamento, o filme recebeu críticas geralmente negativas dos críticos, que sentiram que ele tinha "mais participações especiais de celebridades do que risadas". O outro filme de Cruz naquele ano foi a comédia de espionagem britânica Grimsby, de Louis Leterrier, na qual ela interpretou uma poderosa filantropa, ao lado de Sacha Baron Cohen e Mark Strong. O filme recebeu críticas mistas, também em 2016, Cruz se juntou a Fernando Trueba em seu filme de época em espanhol The Queen of Spain, uma sequência do drama de Trueba de 1998 The Girl of Your Dreams. Selecionado para ser exibido na seção especial da Berlinale do 67º Festival Internacional de Cinema de Berlim, o drama de comédia espanhol foi exibido com críticas mornas, mas recebeu cinco indicações no Prêmios Goya, rendendo a Cruz sua nona indicação.
Loving Pablo, um filme dramático espanhol dirigido por Fernando León de Aranoa, foi lançado em 2017, estrelado por Cruz no papel de Virginia Vallejo, e seu marido, Javier Bardem, no papel de Pablo Escobar. O filme foi lançado com críticas mistas durante o 74º Festival Internacional de Cinema de Veneza. Cruz teve um papel coadjuvante no filme de mistério de Kenneth Branagh, Assassinato no Expresso do Oriente (2017), a quarta adaptação do romance homônimo de Agatha Christie de 1934. O filme foi um sucesso financeiro, mas recebeu críticas mistas a positivas dos críticos. Em 2018, Cruz fez sua estreia na televisão ao coestrelar o papel de Donatella Versace na segunda temporada da série antológica da FX American Crime Story intitulada The Assassination of Gianni Versace. Sua atuação foi muito elogiada pela crítica e ela recebeu uma indicação ao Primetime Emmy Award de Melhor Atriz Coadjuvante em Série Limitada ou Filme. Além disso, Cruz voltou a trabalhar com Bardem no filme de suspense psicológico em espanhol Todos lo saben, dirigido por Asghar Farhadi. 
Em 2021, Cruz estrelou ao lado de Antonio Banderas no filme Competição Oficial de Gastón Duprat e Mariano Cohn e se reuniu com Almodóvar para o filme Mães Paralelas, no qual interpretou Janis, uma fotógrafa profissional envolvida em um relacionamento com um homem casado, levando a um caso e resultando em sua gravidez. Ambos os filmes estrearam no 78º Festival Internacional de Cinema de Veneza, onde o último recebeu ótimas críticas. Mães Paralelas também foi exibido no 59º Festival de Cinema de Nova York , onde foi recebido positivamente. Sua atuação no filme foi elogiada, ganhando a Copa Volpi de Melhor Atriz e recebendo sua segunda indicação ao Oscar de Melhor Atriz, sua quarta indicação no geral, após o lançamento desses filmes, ela foi homenageada no Museu de Arte Moderna de Nova York por sua carreira e realizações no cinema.

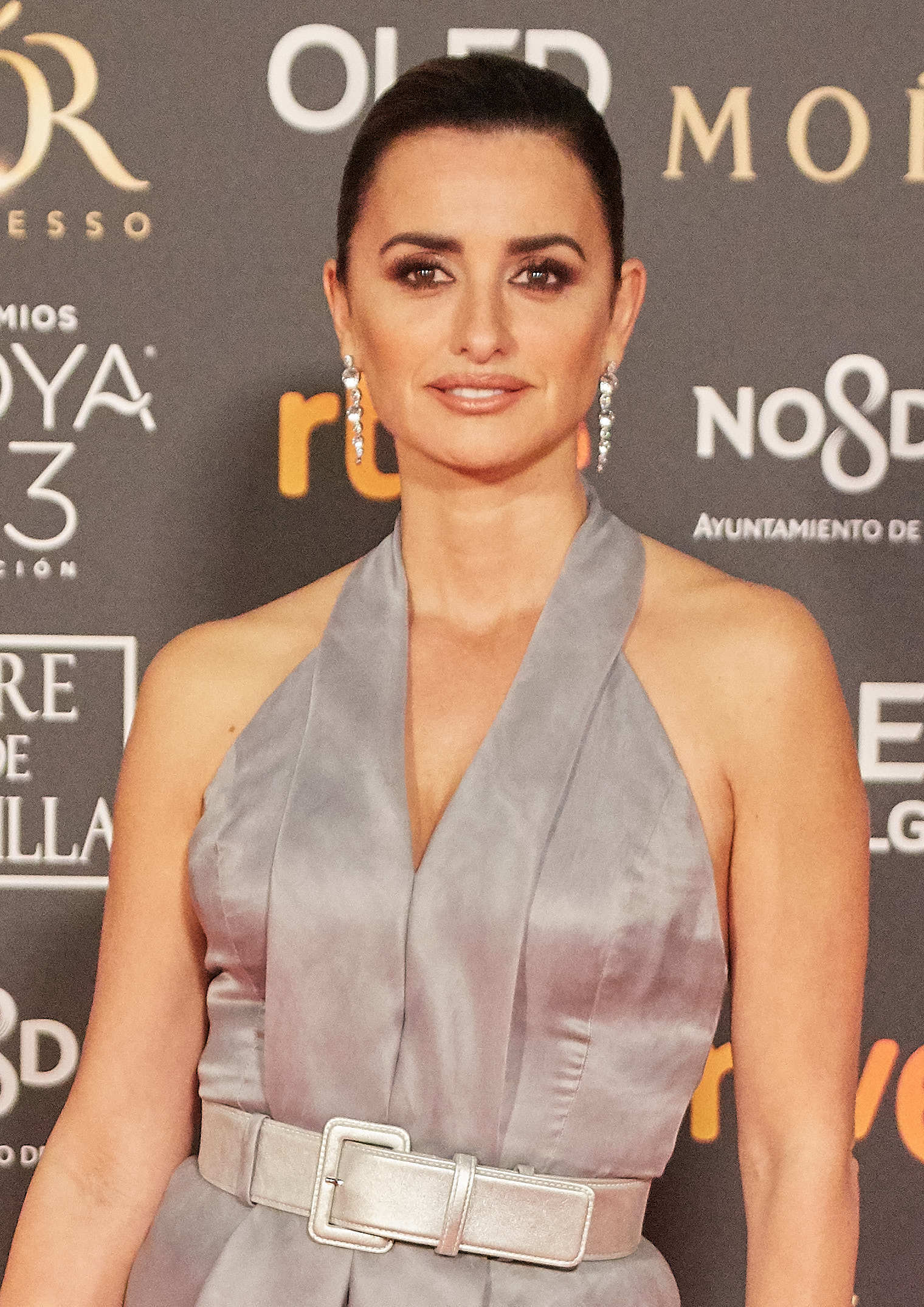
Cruz nos Prêmios Goya em 2019.

No ano seguinte, ela apareceu no filme de ação de espionagem liderado por mulheres The 355, dirigido por Simon Kinberg e estrelado ao lado de Jessica Chastain, Lupita Nyongo, Diane Kruger, Fan Bingbing, Sebastian Stan e Édgar Ramírez. Ela interpretou Laura, a esposa de Enzo Ferrari, ao lado de Adam Driver , Shailene Woodley, Gabriel Leone e grande elenco no filme biográfico Ferrari, dirigido por Michael Mann. O filme narrou a vida de Enzo Ferrari , fundador da marca Ferrari. Em 2023, Cruz se tornou um embaixador da marca Emirates, aparecendo em anúncios da companhia aérea, bem como da Geox. Como parte de uma colaboração com a artista Residente e Silvia Pérez Cruz na faixa "313", Cruz ganhou um Grammy Latino de Melhor Videoclipe de Curta-Metragem em 2024.

## Imagem Pública

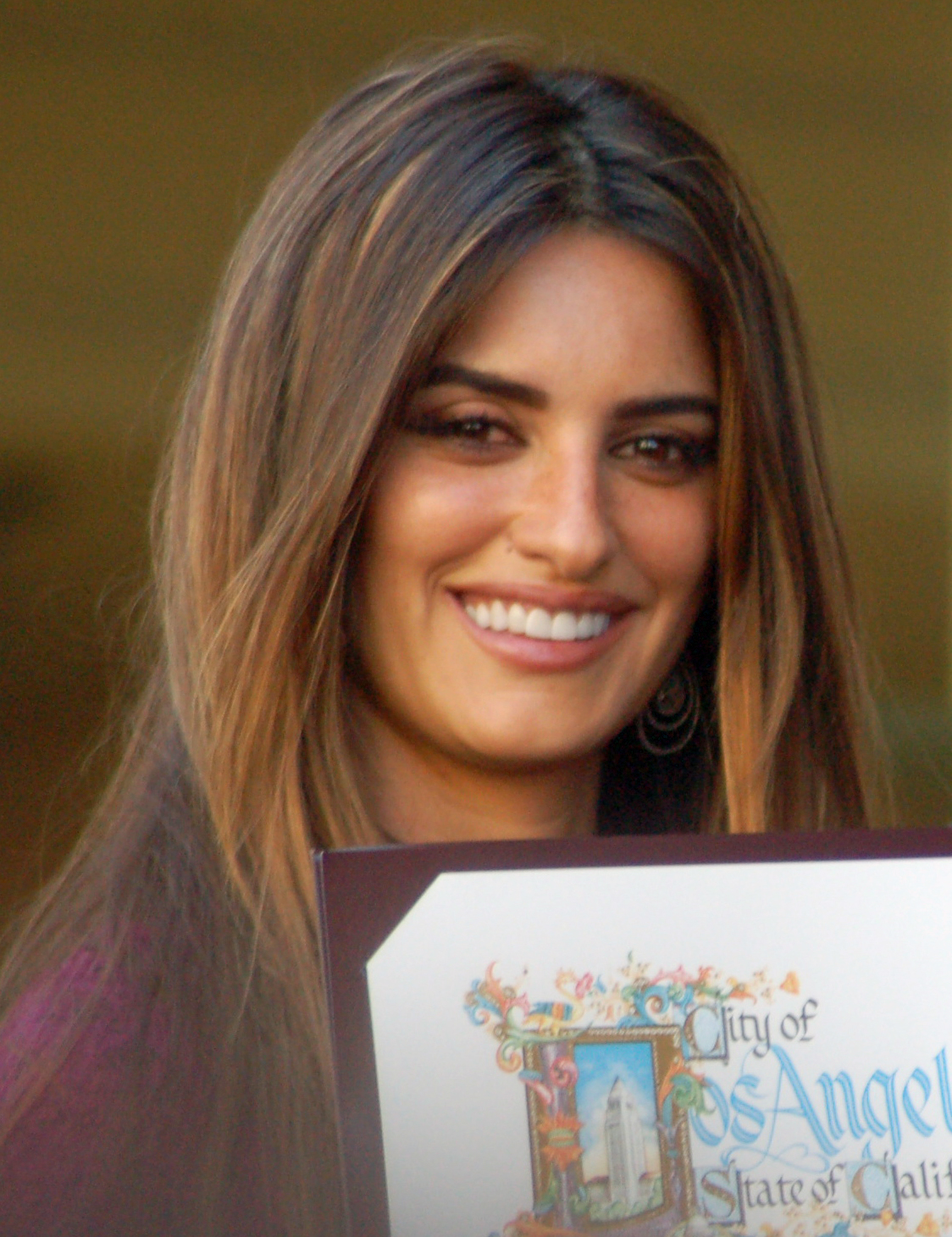
Cruz no Hollywood Walk of Fame em 2011.

Em 2006, Cruz se tornou uma modelo da empresa francesa de cosméticos L'Oréal para promover produtos como a tintura de cabelo Natural Match da L'Oréal Paris e os produtos de rímel da L'Oréal. Ela recebe US$ 2 milhões por ano por seu trabalho para a empresa. Cruz apareceu em anúncios impressos da Mango e tinha um contrato com a Ralph Lauren em 2001. Cruz e sua irmã criaram sua segunda coleção para a Mango em 2007. Foi inspirado por Brigitte Bardot e os verões em St Tropez.
Cruz foi classificada como nº 58 na lista "Hot 100" da Maxim de 2007, e foi escolhida pela revista Empire como uma das 100 estrelas de cinema mais sexy do mundo. Cruz também foi classificada na lista das Mulheres Mais Desejáveis de 2008 da Askmen.com na posição nº 26, em 2009 na posição nº 25, e em 2010 na posição nº 7.  Em abril de 2010, ela substituiu Kate Winslet como o novo rosto e embaixadora da fragrância Trésor da Lancôme. A Lancôme contratou Cruz como sua terceira modelo superstar, junto com Julia Roberts e Kate Winslet. A campanha foi fotografada por Mario Testino no Hotel de Crillon de Paris e estreou no outono de 2010.
Em 2010, Cruz foi editora convidada da revista francesa Vogue, com foco em modelos de tamanho maior em uma sessão de fotos provocativa. Almodóvar a descreveu como sua musa. Na capa da edição de dezembro de 2010 da Vogue espanhola, ela concordou em ser fotografada pelo fotógrafo de moda Peter Lindbergh apenas se sua gravidez não fosse mostrada. Em 2011, o The Telegraph relatou as partes do corpo mais procuradas dos ricos e famosos reveladas por dois cirurgiões plásticos de Hollywood que realizaram uma pesquisa entre seus pacientes para construir a imagem da mulher perfeita. Na categoria de formato corporal mais procurado, Cruz, conhecida por sua figura voluptuosa, foi eleita como tendo o corpo superior. A Men's Health a classificou em 32º lugar em sua lista das "100 mulheres mais sexys de todos os tempos". A Esquire a nomeou a mulher mais sexy do mundo em 2014. Em maio de 2023, ela foi nomeada embaixadora da marca Emirates Airline.

## Filantropia
Cruz doou dinheiro e tempo para caridade. Além de trabalhar no Nepal, ela foi voluntária em Uganda e na Índia, onde passou uma semana trabalhando com Madre Teresa, o que incluiu ajudar em uma clínica de hanseníase. Essa viagem inspirou Cruz a ajudar a iniciar uma fundação para apoiar meninas sem-teto na Índia, onde ela patrocina duas jovens. Ela doou seu salário de seu primeiro filme de Hollywood, The Hi-Lo Country , para a missão de Madre Teresa. No início dos anos 2000, ela passou um tempo no Nepal fotografando crianças tibetanas para uma exposição frequentada pelo Dalai Lama . Ela também fotografou moradores do Pacific Lodge Boys' Home, a maioria dos quais são ex- membros de gangues e abusadores de substâncias em recuperação. Cruz, grávida, demonstrou o seu apoio à luta contra a SIDA ao iluminar o Empire State Building com luzes vermelhas na cidade de Nova Iorque, a 1 de Dezembro de 2010, no Dia Internacional da SIDA, como parte da nova campanha de sensibilização da (RED), "Uma Geração Livre da SIDA está prevista para 2015", que visa erradicar o vírus VIH das mães grávidas para os seus bebés. Em 2012 e 2018, posou para anúncios que apoiavam a campanha anti-peles da PETA.

## Vida Pessoal

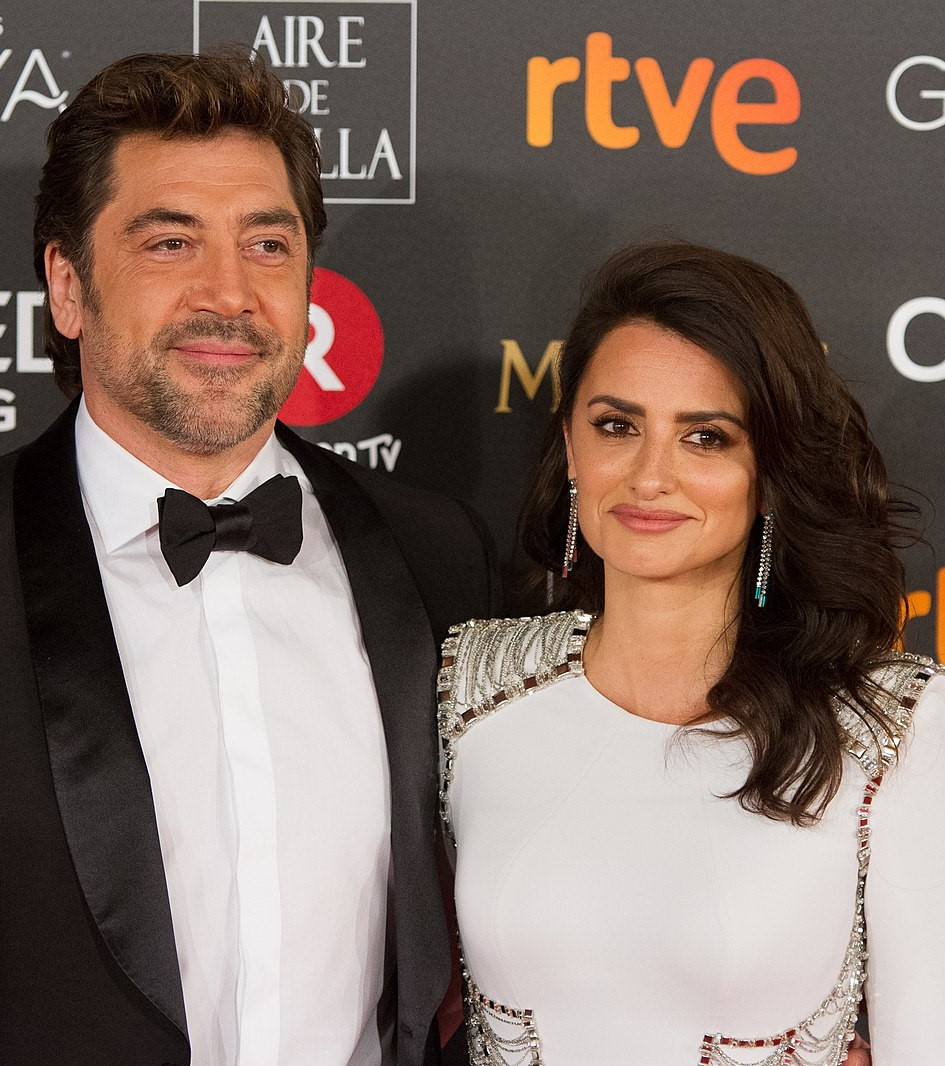
Cruz e seu marido Javier Bardem nos Prémios Goya em 2018

Cruz é casada com o ator espanhol Javier Bardem. Bardem foi seu colega de elenco em seu papel de destaque como Silvia em Jamón, jamón (1992), além de estrelar ao lado dela em Vicky Cristina Barcelona (2008).  Eles também estavam no filme The Counselor de 2013 , bem como em Todos lo saben em 2018. Cruz começou a namorar Bardem em 2007 e eles se casaram no início de julho de 2010 em uma cerimônia privada na casa de um amigo nas Bahamas. Eles têm um filho chamado Leo Encinas Cruz, que nasceu em janeiro de 2011 em Los Angeles, e uma filha chamada Luna Encinas Cruz, que nasceu em julho de 2013 em Madri. Ela se tornou uma defensora da amamentação em público após o nascimento de seus filhos.
Cruz teve um relacionamento de três anos com Tom Cruise depois que eles apareceram juntos em Vanilla Sky (2001). O relacionamento terminou em janeiro de 2004. Em junho de 2003, Cruz resolveu um processo de difamação contra a revista australiana New Idea sobre um artigo publicado sobre seu relacionamento com Cruise; a publicação teve que se desculpar, pagar seus custos legais e doar AU$ 5.000 (US$ 3.200) para sua instituição de caridade indicada.ref name="mariéclairepage1"/> Cruz é dona de uma loja de roupas em Madri e desenhou joias e bolsas com sua irmã mais nova para uma empresa no Japão. A agente de Cruz é Hylda Queally, compartilhada com Cate Blanchett e Kate Winslet.

## Filmografia
| Ano  | Título                                                    | Personagem                     | Notas |
| ---- | --------------------------------------------------------- | ------------------------------ | --- |
| 1992 | Jamón, jamón                                              | Silvia                         | Indicações: Prêmio Goya de Melhor Atriz Spanish Actors Union |
| 1992 | Belle Époque                                              | Luz                            | Prêmios: Spanish Actors Union de Melhor Atriz Coadjuvante |
| 1993 | Per amore, solo per amore                                 | Mary                           | |
| 1993 | El Laberinto griego                                       | Elise                          | |
| 1993 | La Ribelle                                                | Enza                           | |
| 1994 | Alegre ma non troppo                                      | Salomé                         | |
| 1994 | Todo es mentira                                           | Lucía                          | Prêmios: Peñíscola Comedy Film Festival |
| 1995 | Entre rojas                                               | Lucía                          | |
| 1995 | El Efecto mariposa                                        | Party guest                    | |
| 1996 | La Celestina                                              | Melibea                        | |
| 1996 | Brujas                                                    | Patricia                       | |
| 1996 | Más que amor, frenesí                                     |                                | |
| 1997 | El amor perjudica seriamente la salud                     | Diana jovem e a filha de Diana | |
| 1997 | Abre los ojos                                             | Sofía                          | |
| 1997 | Carne Trémula                                             | Isabel Plaza Caballero         | Indicações: Spanish Actors Union de Melhor Atriz |
| 1997 | Et hjørne af paradis                                      | Doña Helena                    | |
| 1998 | La niña de tus ojos                                       | Macarena                       | Prêmios: Prêmio Goya de Melhor atriz Fotogramas de Plata Spanish Actors Union de Melhor Atriz Indicações: European Film Awards de Melhor Atriz |
| 1998 | The Hi-Lo Country                                         | Josepha                        | Indicações: ALMA de Melhor Atriz |
| 1998 | Don Juan                                                  | Mathurine                      | |
| 1999 | Todo sobre mi madre                                       | Irmã María Rosa Sanz           | |
| 2000 | All the Pretty Horses                                     | Alejandra Villarreal           | Indicações: Blockbuster Entertainment de Melhor Atriz |
| 2000 | Woman on Top                                              | Isabella Oliveira              | |
| 2001 | Blow                                                      | Mirtha Jung                    | Indicações: MTV Movie Awards de Melhor Revelação Feminina |
| 2001 | Bendito infierno                                          | Carmen Ramos                   | |
| 2001 | Captain Corelli's Mandolin                                | Pelagia                        | Indicações: European Film Awards de Melhor Atriz de Audiência |
| 2001 | Vanilla Sky                                               | Sofia Serrano                  | Indicações: ALMA de Melhor Atriz |
| 2002 | Waking Up in Reno                                         | Brenda                         | |
| 2003 | Fanfan la Tulipe                                          | Adeline La Franchise           | Indicações: European Film Awards de Melhor Atriz de Audiência |
| 2003 | Gothika                                                   | Chloe Sava                     | |
| 2004 | Head in the Clouds                                        | Mia                            | |
| 2004 | Noel                                                      | Nina Vasquez                   | |
| 2005 | Sahara                                                    | Doctor Eva Rojas               | |
| 2005 | Chromophobia                                              | Gloria                         | |
| 2005 | Non ti muovere                                            | Italia                         | Prêmios: European Film Awards de Melhor Atriz de Audiência David di Donatello de Melhor Atriz Indicações: Goya de Melhor atriz European Film Awards de Melhor Atriz |
| 2006 | Bandidas                                                  | María Álvarez                  | |
| 2006 | Volver                                                    | Raimunda                       | - Golden Globe Awards - Indicada Melhor Atriz (Drama) - SAG Awards - Indicada Melhor Atriz - Goya Awards - Vencido Melhor Atriz - Critics' Choice Award - Indicada Melhor Atriz - London Film Critics' Circle - Indicada Atriz do Ano - Prémio do Cinema Europeu - Vencido Melhor Atriz - Satellite Awards - Indicada Melhor Atriz (Drama) - Prêmio de interpretação feminina (Festival de Cannes) - Vencido Melhor Atriz - BAFTA - Indicada Melhor Atriz - Óscar - Indicada Melhor Atriz                                                  |
| 2007 | Manolete                                                  | Antoñita "Lupe" Sino           | |
| 2007 | The Good Night                                            | Anna                           | |
| 2008 | Elegy                                                     | Consuela Castillo              | Prêmios: Santa Barbara International Film Festival Indicações: Satellite Award de Melhor Atriz - Drama |
| 2008 | Vicky Cristina Barcelona                                  | María Elena                    | - Golden Globe Awards - Indicada Melhor Atriz Coadjuvante - SAG Awards - Indicada Melhor Atriz Coadjuvante - Goya Awards - Vencido Melhor Atriz Coadjuvante - Critics' Choice Award - Indicada Melhor Atriz - London Film Critics' Circle - Indicada Atriz do Ano - National Board of Review - Vencido Melhor Atriz Coadjuvante - Jupiter Awards - Vencido Melhor Atriz Internacional - Independent Spirit Awards - Vencido Melhor Atriz Coadjuvante - BAFTA - Vencido Melhor Atriz Coadjuvante - Óscar - Vencido Melhor Atriz Coadjuvante |
| 2009 | G-Force                                                   | Juarez (voice)                 | |
| 2009 | Los abrazos rotos                                         | Magdalena                      | Indicações: European Film Awards Satellite Awards |
| 2009 | Nine                                                      | Carla Albanese                 | - Golden Globe Awards - Indicada Melhor Atriz Coadjuvante - SAG Awards - Indicada Melhor Atriz Coadjuvante - Satellite Awards - Indicada Melhor Atriz Coadjuvante - Óscar - Indicada Melhor Atriz Coadjuvante |
| 2010 | Sex and the City 2                                        | Carmen                         | |
| 2011 | Pirates of the Caribbean: On Stranger Tides               | Angelica Teach                 | |
| 2012 | To Rome with Love                                         | Anna                           | |
| 2013 | The Counselor                                             | Laura                          | |
| 2016 | Zoolander 2                                               | Melanie Valentina              | |
| 2016 | Ma Ma                                                     | Magda                          | |
| 2017 | Murder on the Orient Express                              | Pilar Estravados               | |
| 2017 | Loving Pablo                                              | Virginia Vallejo               | |
| 2018 | American Crime Story :The Assassination of Gianni Versace | Donatella Versace              | Série de TV Indicada Primetime Emmy Award de Melhor Atriz Coadjuvante em Minissérie ou Telefilme Pendente Globo de Ouro de melhor atriz coadjuvante em televisão |
| 2018 | Todos lo saben                                            | Laura                          | |
| 2019 | Dolor y gloria                                            | Jacinta                        | |
| 2022 | The 355                                                   |                                | |
| 2023 | Ferrari                                                   | Laura Ferrari                  | |

## Prêmios e Indicações

#### Oscar
| Ano  | Categoria                | Trabalho                 | Resultado |
| ---- | ------------------------ | ------------------------ | --------- |
| 2007 | Melhor Atriz             | Volver                   | Indicado  |
| 2009 | Melhor Atriz Coadjuvante | Vicky Cristina Barcelona | Venceu    |
| 2010 | Melhor Atriz Coadjuvante | Nine                     | Indicado  |
| 2022 | Melhor Atriz             | Madres paralelas         | Indicado  |

#### Emmy Awards
| Ano  | Categoria                                           | Trabalho                                                  | Resultado |
| ---- | --------------------------------------------------- | --------------------------------------------------------- | --------- |
| 2018 | Melhor Atriz Coadjuvante em Minissérie ou Telefilme | American Crime Story: The Assassination of Gianni Versace | Indicado  |

#### Globo de Ouro
| Ano  | Categoria                             | Trabalho                                                  | Resultado |
| ---- | ------------------------------------- | --------------------------------------------------------- | --------- |
| 2007 | Melhor Atriz - Drama                  | Volver                                                    | Indicado  |
| 2009 | Melhor Atriz Coadjuvante em Cinema    | Vicky Cristina Barcelona                                  | Indicado  |
| 2010 | Melhor Atriz Coadjuvante em Cinema    | Nine                                                      | Indicado  |
| 2019 | Melhor Atriz Coadjuvante em Televisão | American Crime Story: The Assassination of Gianni Versace | Indicado  |

#### SAG Awards
| Ano  | Categoria                               | Trabalho                                                  | Resultado |
| ---- | --------------------------------------- | --------------------------------------------------------- | --------- |
| 2007 | Melhor Atriz Principal                  | Volver                                                    | Indicado  |
| 2009 | Melhor Atriz Coadjuvante                | Vicky Cristina Barcelona                                  | Indicado  |
| 2010 | Melhor Atriz Coadjuvante                | Nine                                                      | Indicado  |
| 2010 | Melhor Elenco                           | Nine                                                      | Indicado  |
| 2019 | Melhor Atriz em Minissérie ou Telefilme | American Crime Story: The Assassination of Gianni Versace | Indicado  |
| 2024 | Melhor Atriz Coadjuvante                | Ferrari                                                   | Indicado  |

#### BAFTA
| Ano  | Categoria                | Trabalho                 | Resultado |
| ---- | ------------------------ | ------------------------ | --------- |
| 2007 | Melhor Atriz             | Volver                   | Indicado  |
| 2009 | Melhor Atriz Coadjuvante | Vicky Cristina Barcelona | Venceu    |